# Exenterus nagano
Exenterus nagano är en stekelart som beskrevs av Mason 1962. Exenterus nagano ingår i släktet Exenterus och familjen brokparasitsteklar. Inga underarter finns listade i Catalogue of Life.